# Windows 10 phiên bản 1703
Windows 10 Creators Update (còn được biết đến với số hiệu 1703 và tên mã "Redstone 2") là bản cập nhật thứ ba đồng thời là bản cập nhật thứ hai dưới tên mã Redstone của Windows 10. Bản dựng của phiên bản này mang số hiệu 10.0.15063. Nó chính thức được phát hành rộng rãi vào ngày 11/4/2017. Phiên bản 1703 là một sự chỉnh sửa, bổ sung thêm những gì mà phiên bản 1607 vẫn còn thiếu sót. Ngày 11/8/2016, bản thử nghiệm đầu tiên của Windows 10 phiên bản Sáng tạo ra mắt. Bản xem trước cuối cùng của nó ra mắt các thành viên của chương trình Windows Insiders vào ngày 20/3/2017, trước khi nó được phát hành rộng rãi vào ngày 5/4/2017 (thông qua trình Update Assisiant) và 11/4/2017 (thông qua Windows Update).
Dịch vụ hỗ trợ cập nhật cho phiên bản này đã kết thúc sau sự ra mắt của bản dựng 15063.2108 vào ngày 8/10/2019. Riêng dịch vụ hỗ trợ dành cho các thiết bị Surface Hub đã kết thúc vào ngày 9/3/2021.

## Lịch sử phát triển
| Các preview version của Windows 10 version 1703                         | Các preview version của Windows 10 version 1703 | Các preview version của Windows 10 version 1703 |
| Version                                                                 | Ngày phát hành | Highlights                                      |
| ----------------------------------------------------------------------- | --- | ----------------------------------------------- |
| Fast ring:11 tháng 8 năm 2016                                           | - Các thông báo dạng thanh trong File Explorer |                                                 |
| Fast ring:17 tháng 8 năm 2016                                           | |                                                 |
| Fast ring:31 tháng 8 năm 2016                                           | - Cải thiện việc tải xuống của ứng dụng và các bản cập nhật |                                                 |
| Fast ring:14 tháng 9 năm 2016                                           | - Tính năng tạm ẩn được bổ sung vào Microsoft Edge - Các ứng dụng đã bị gỡ bỏ sẽ không tự cài lại sau khi nâng cấp - Đăng nhập bằng PIN chấp nhận tất cả các phím số bất kể trạng thái Num Lock - Microsoft Edge giờ có thể xuất các trang yêu thích ra một tập tin HTML |                                                 |
| Fast ring:21 tháng 9 năm 2016 Slow ring: 5 tháng 10 năm 2016            | - Cập nhật Feedback Hub - Cập nhật ứng dụng Maps - Skype Preview hỗ trợ nhắn tin SMS và MMS - Hỗ trợ chính thức cho USB Audio 2.0 |                                                 |
| Fast ring: 28 tháng 9 năm 2016                                          | - Phần mở rộng Turn Off the Lights cho Microsoft Edge - Phần mở rộng Tampermonkey cho Microsoft Edge - Phần mở rộng Microsoft Personal Shopping Assistant cho Microsoft Edge - Sửa lỗi Narrator nói liên tục tiến trình của một bài hát - Sửa lỗi khi người dùng bấm phím tab để chuyển trang thì ứng dụng Settings không hoạt động - Sửa lỗi khiến Explorer.exe liên tục gặp lỗi và tự động đóng đối với một vài người dùng nội bộ, đặc biệt là những người có nhiều công tắc mạng. |                                                 |
| Fast ring: 7 tháng 10 năm 2016                                          | - Danh sách ứng dụng trong menu Start giờ có thể ẩn đi - Ứng dụng Photos được thiết kế lại - Cải tiến precision touchpad - Các ứng dụng cài sẵn bị hủy cấp phép từ tập tin cài đặt hệ thống sẽ vẫn còn sau khi nâng cấp - Biểu tượng Windows Update mới - Các máy chủ hỗ trợ dịch vụ được chia ra làm hai tiến trình trong các PC có nhiều hơn 3.5GB RAM - Dải giờ hoạt động (Active Hours) được mở rộng ra 18 giờ - Bổ sung khả năng điều hướng các trường trong biểu mẫu cho Narrator |                                                 |
| Fast ring:13 tháng 10 năm 2016                                          | - Mở rộng tính cá nhân hóa cho các cử chỉ cho các precision touchpad (bàn di dạng chính xác cao) - Tách biệt các thiết đặt cho thời gian tắt màn hình khi sử dụng Continuum for Phone - Cập nhật trang cài đặt Wi-Fi |                                                 |
| Fast ring: 19 tháng 10 năm 2016                                         | - Cải thiện Windows Ink - Windows Ink sẵn sàng cho ứng dụng Photos - Thiết kế lại giao diện Camera - Kích hoạt chế độ Developer không còn yêu cầu khởi động lại Windows - Cải thiện Narrator - Windows Subsystem cho Linux cập nhật Ubuntu 16.04 Xenial Xerus |                                                 |
| Fast ring: 25 tháng 10 năm 2016                                         | - Context Awareness trong Narrator - Cập nhật ứng dụng Outlook Mail and Calendar |                                                 |
| Fast ring: 3 tháng 11 năm 2016                                          | - Hỗ trợ hiển thị tỉ lệ cho các máy ảo |                                                 |
| Fast ring: 9 tháng 11 năm 2016 Slow ring: 16 tháng 11 năm 2016          | - Cập nhật Sticky Notes - Cải thiện không gian làm việc Windows Ink - Cải tiến thanh địa chỉ trong Registry Editor |                                                 |
| Fast ring:17 tháng 11 năm 2016                                          | - Hỗ trợ phần mở rộng tệp EPUB cho Microsoft Edge - Cho phép đọc sách dạng EPUB trong Microsoft Edge - Bổ sung một phiên bản xem trước của ứng dụng Paint có tên là "Paint 3D Preview" - Bổ sung tùy chọn thay thế Command Prompt bằng PowerShell trong menu Win + X - Cải thiện trải nghiệm gõ tiếng Trung và tiếng Nhật bằng các bộ gõ mới - Ứng dụng Get Office được cập nhật lên phiên bản 2.0 |                                                 |
| Fast ring: 7 tháng 12 năm 2016 Slow ring: 14 tháng 12 năm 2016          | - Cortana giờ có thể tắt, khởi động lại hệ thống hoặc thay đổi âm lượng hệ thống bằng khẩu lệnh - Bổ sung khả năng nhận dạng bài hát cho người dùng Trung Quốc - Bổ sung chế độ toàn màn hình cho Cortana - Bổ sung chức năng in ấn trên mây (cloud printing) cho các doanh nghiệp lớn - Thanh Trò chơi (Game Bar) giờ hỗ trợ toàn màn hình cho một số trò chơi - Bổ sung tính năng cho Windows Ink như là khôi phục bản phác thảo trước, cập nhật các điều khiển dạng flyout cho thước xoay. - Cập nhật công nghệ render - Cải thiện Narrator - Bảng điều khiển mới cho Windows Defender - Cải thiện Registry Editor cho phép thay đổi các font. - Cải thiện Update Experience cho phép người dùng kiểm soát được thời gian cài đặt cập nhật cũng như cho phép họ làm trống dung lượng trong lúc nâng cấp - Cải thiện bộ gõ IME cho tiếng Trung và tiếng Nhật, menu ngữ cảnh mới cho IME, chế độ viết theo hàng cho việc viết tay tiếng Trung (giản thể)                                             |                                                 |
| Fast ring: 9 tháng 1 năm 2017                                           | - Việc thay đổi kích thước cửa sổ giờ mượt hơn - Cải thiện thanh xem trước tab của Microsoft Edge - Bổ sung tính năng Set Aside cho Microsoft Edge - Jump List của Microsoft cho người dùng thêm tùy chọn mở cửa sổ mới - Microsoft Edge sẽ chặn những nội dung Flash cho đến khi người dùng quyết định có phát những nội dung đó hay không - Hỗ trợ API Payment Request cho Microsoft - Bổ sung tính năng "thư mục ứng dụng" vào menu Start - Thiết kế lại Windows Share - Win + Shift + S chụp lại một vùng màn hình, và lưu vào clipboard - Cải thiện việc hỗ trợ hiển thị DPI cao cho các ứng dụng desktop - Cải thiện vị trí và tỉ lệ cho các biểu tượng desktop - Truy cập VPN nhanh và đơn giản hơn - Cải thiện hộp thoại đăng nhập cho các ứng dụng - Cải thiện trải nghiệm về các thông báo (notifications) - Cải thiện Windows Defender - Cải thiện ứng dụng Settings - BSOD của những người dùng nội bộ chuyển sang màu xanh lá - Thêm tùy chọn tái xuất hiện cho các nhắc nhở của Cortana |                                                 |
| Fast ring: 12 tháng 1 năm 2017                                          | - Cải thiện Microsoft Edge - Cờ cầu vồng (Rainbow Flag) được thêm vào bàn phím emoji - Cập nhật các API Bluetooth mới |                                                 |
| Fast ring: 19 tháng 1 năm 2017                                          | - Gộp các thiết đặt Wi-Fi vào mục dịch vụ Wi-Fi trong ứng dụng Settings - Đổ bóng sáng hơn cho hộp tìm kiếm Cortana - Chữ lớn hơn cho các thông báo của Cortana - Các thông báo của Cortana giờ sử dụng màu trọng chủ đề của hệ thống - Bổ sung tùy chọn sử dụng màu bất kỳ làm màu chủ đề - Thanh trượt lực được thêm vào thanh tác vụ |                                                 |
| Fast ring: 27 tháng 1 năm 2017                                          | - Tính năng Beam Streaming được thêm vào Thanh trò chơi (Game Bar) - Mục Gaming được thêm vào ứng dụng Settings - Chế độ Chơi (Game Mode) game được thêm vào Thanh trò chơi - Cải thiện hỗ trợ toàn màn hình cho thanh trò chơi - Tính năng đọc lớn được thêm vào Microsoft Edge - Microsoft Edge giờ hiển thị các emoji với đầy đủ các màu - Cập nhật Out-Of-Box-Experience (OOBE) của Windows - Blue Light được đổi tên thành Night Light - Thay đổi kích thước cửa sổ máy ảo Hyper-V giờ thay đổi độ phân giải của hệ điều hành khách - Thêm tiến trình tải xuống của Windows Store vào Action Center - Troubleshooters được chuyển vào ứng dụng Settings |                                                 |
| Fast ring: 1 tháng 2 năm 2017                                           | - Hỗ trợ bảng chữ cái Braille cho Narrator - Hỗ trợ âm thanh dạng mono - Collections được thêm vào Feedback Hub - Tăng dải nhiệt độ Night Light |                                                 |
| Fast ring: 8 tháng 2 năm 2017                                           | - Cửa sổ Compact Overlay mới - Bổ sung tùy chọn Dynamic Lock vào các tùy chọn đăng nhập - Biểu tượng Share mới - Cải thiện hỗ trợ toàn màn hình cho thanh trò chơi |                                                 |
| Fast ring: 24 tháng 2 năm 2017                                          | - Hoạt ảnh OOBE Cortana mới - Cải thiện Flash cho Microsoft Edge - Reading improvements for Microsoft Edge Cải thiện chế độ đọc cho Microsoft Edge |                                                 |
| Fast ring: 28 tháng 2 năm 2017                                          | - Thiết kế lại nút home của Cortana trên thanh tác vụ - Cải thiện Windows Defender - Cải thiện dịch thuật - Cập nhật biểu tượng cài đặt trò chơi - Các nút điều khiển cài đặt ứng dụng mới |                                                 |
| Fast ring: ngày 3 tháng 3 năm 2017 Slow ring: ngày 8 tháng 3 năm 2017   | |                                                 |
| Fast ring: ngày 10 tháng 3 năm 2017                                     | |                                                 |
| Fast ring: ngày 14 tháng 3 năm 2017 Slow ring: ngày 17 tháng 3 năm 2017 | |                                                 |
| Fast ring: ngày 16 tháng 3 năm 2017                                     | |                                                 |
| Fast ring: ngày 17 tháng 3 năm 2017                                     | |                                                 |
| Version                                                                 | Ngày phát hành | Highlights                                      |

| Các public version của Windows 10 version 1703 | Các public version của Windows 10 version 1703 | Các public version của Windows 10 version 1703 | Các public version của Windows 10 version 1703 |
| Version                                        | Cơ sở | Ngày phát hành                                 | Highlights                                     |
| ---------------------------------------------- | --- | ---------------------------------------------- | ---------------------------------------------- |
|                                                | Fast ring: 20 tháng 3 năm 2017 Slow ring: 23 tháng 3 năm 2017 Release preview: 30 tháng 3 năm 2017                                                                |                                                |                                                |
|                                                | Fast ring: 1 tháng 4 năm 2017 Slow ring: 1 tháng 4 năm 2017 Release preview: 1 tháng 4 năm 2017                                                                   |                                                |                                                |
| KB4016251                                      | Slow ring: 3 tháng 4 năm 2017 Release preview: 3 tháng 4 năm 2017 Public release: 5 tháng 4 năm 2017 (Manual download) 11 tháng 4 năm 2017 (General availability) |                                                |                                                |
|                                                | Fast ring: 3 tháng 4 năm 2017 Slow ring: 5 tháng 4 năm 2017 Release preview: 5 tháng 4 năm 2017                                                                   |                                                |                                                |
| KB4015583                                      | Slow ring: 11 tháng 4 năm 2017 Release preview: 11 tháng 4 năm 2017 Public release: 11 tháng 4 năm 2017                                                           |                                                |                                                |
| KB4016240                                      | Slow ring: 25 tháng 4 năm 2017 Release preview: 25 tháng 4 năm 2017 Public release: 25 tháng 4 năm 2017                                                           |                                                |                                                |
| KB4016871                                      | Slow ring: 9 tháng 5 năm 2017 Release preview: 9 tháng 5 năm 2017 Public release: 9 tháng 5 năm 2017                                                              |                                                |                                                |
| KB4020102                                      | Slow ring: 25 tháng 5 năm 2017 Release preview: 25 tháng 5 năm 2017 Public release: 25 tháng 5 năm 2017                                                           |                                                |                                                |
| KB4022725                                      | Slow ring: 13 tháng 6 năm 2017 Release preview: 13 tháng 6 năm 2017 Public release: 13 tháng 6 năm 2017                                                           |                                                |                                                |
| KB4022716                                      | Slow ring: 27 tháng 6 năm 2017 Release preview: 27 tháng 6 năm 2017 Public release: 27 tháng 6 năm 2017                                                           |                                                |                                                |
| KB4034450                                      | Slow ring: 5 tháng 7 năm 2017 |                                                |                                                |
| Version                                        | Cơ sở | Ngày phát hành                                 | Highlights                                     |